# De Vlaschaard (boek uit 1943)
De Vlaschaard 1943 is een boek van Roel Vande Winkel en Ine Van linthout over de ontvangst van Stijn Streuvels' roman De vlaschaard in nazi-Duitsland en over de productie en ontvangst van een Duitse verfilming van dat boek (Wenn die Sonne wieder scheint) in 1943.
Bij het boek hoort een dvd, waarop een door het Koninklijk Belgisch Filmarchief gerestaureerde versie van de film staat, in een Duitse en in een Nederlandse (Vlaams nagesynchroniseerde) versie. Op de extra's staan onder andere interviews met Belgen die aan de film meewerkten of die de verfilming als kind bijwoonden. (Meer informatie over de dvd is terug te vinden op het artikel over Wenn die Sonne wieder scheint).
Het boek en de dvd zijn producten van het project De Vlaschaard, een organisatie van de Erfgoedcel Kortrijk. Dit project omvatte eveneens een tentoonstelling, die zowel Kortrijk als Brugge aandeed.
Het boek bevat veel illustraties en reproducties van opnamefoto's, filmaffiches, persartikels en archiefdocumenten. Vooraan het boek zit een volledige reproductie van het handgeschreven manuscript van "De gefilmde Vlaschaard", een promotietekst die Streuvels in 1943 over de film schreef. Het boek bevat ook reproducties van sleutelstukken uit de correspondentie tussen Streuvels en de filmfirma Terra. Deze correspondentie werd voordien verloren gewaand.